# Los Cinco se escapan
Los Cinco se escapan es un libro de la escritora británica Enid Blyton escrito en 1944. Corresponde al tercer libro de la colección de Los Cinco. 
Aunque el título de todas las ediciones en español es Los Cinco se escapan, es frecuente encontrarlo en listados y catálogos como Los Cinco se escapan juntos, como consecuencia de la traducción de su título original.

## Argumento
Los Cinco regresan a Villa Kirrin durante parte de las vacaciones de verano. Pero, a causa de la enfermedad de tía Fanny, y que Juana, la cocinera, ha marchado a cuidar de su madre, quedaran al cuidado de la nueva cocinera, la señora Stick, una desagradable mujer que está acompañada por su hijo Edgar, un desagradable niño que se divierte atormentando a Jorge con canciones tontas. Para empeorar las cosas, también aparecerá el señor Stick, un marinero sin barco, que se quedará aprovechando la ausencia de tía Fanny y tío Quintín. 
Dado que la relación con los Stick es mala, los chicos fingen marcharse a casa de Julián, Dick y Ana, pero en realidad lo que hacen es abastecerse de suculentas provisiones y marchar disimuladamente a la isla de Kirrin.
Ya en la isla, descubren que a la única habitación del castillo se le ha derrumbado el techo, y que el barco naufragado, está demasiado húmedo y maloliente. Accidentalmente encuentran una cueva con suelo de arena, entrada escondida y un adecuado orificio en el techo, que se convierte en un sitio ideal para acampar.
Esa noche, escuchan ruidos y descubren que la familia Stick ha llegado a la isla, vigilando, ven que se alojan en las mazmorras, y logran capturar un baúl, un cargamento de comida y de ajuar doméstico que han saqueado los Stick de Villa Kirrin. En el baúl sorprendentemente encontrarán ropa de niña y muñecos de peluche. Posteriormente, Edgar cae accidentalmente en el agujero del techo de la cueva y es capturado por Los Cinco. Descubren que los Stick han secuestrado a una niña llamada Jennifer Armstrong, y la tienen encerrada en las mazmorras del castillo. Liberan a la chica, dejando a Edgar en su lugar, y marchan a Villa Kirrin, donde cuentan todo a tío Quintín y a la policía. Así capturan a los Stick, y se marchan de camping a la isla con Jennifer.

## Personajes
- Los Cinco: Julián, Dick, Jorge, Ana y Tim.
- Tío Quintín (Quintín Kirrin)
- Tía Fanny (Fanny Kirrin)
- Mr. Stick (marino mercante)
- Clara Stick (cocinera)
- Edgar Stick (niño apodado "cara sucia")
- Tinker (perro, apodado "Stinker")
- Jennifer Mary Armstrong (hija del millonario Harry Armstrong)
- Alf (de Alfredo, joven pescador amigo de Jorge, en cada ocasión suele tener un nombre diferente)
- Josefina, Angela, Rosebud y Marigold (muñecas secuestradas)

## Lugares
- Villa Kirrin
- Isla de Kirrin